# Mario Craveri
Mario Emilio Craveri (Torino, 2 maggio 1902 – Bergamo, 28 febbraio 1990) è stato un direttore della fotografia e regista italiano.

## Biografia
Inizia la sua attività come aiuto operatore a Torino presso gli stabilimenti cinematografici Gloria Film nel 1919, durante il servizio militare in Libia si occupa di documentare con la cinepresa gli avvenimenti bellici.
Entrato come documentarista presso l'Istituto Luce di Roma lavora ai cinegiornali settimanali, viaggiando spesso all'estero, per riprendere le guerre in atto in Africa, Spagna e Cina, divenendo successivamente operatore in film lungometraggio come in Camicia nera di Giovacchino Forzano del 1933, proseguendo la sua attività come direttore della fotografia sino all'inizio degli anni cinquanta quando tornerà alla regia di importanti documentari.
Muore a Bergamo nel 1990.

## Riconoscimenti
- Nastri d'argento
  - Nastro d'argento alla migliore fotografia
    - 1946: vincitore – Un giorno nella vita
    - 1954: vincitore – Magia verde
    - 1957: vincitore – L'impero del sole

  - Nastro d'argento speciale 1955 per l'uso del Cinemascope – Continente perduto

## Filmografia parziale

### Direttore della fotografia
- Camicia nera, regia di Giovacchino Forzano (1933)
- La conquista dell'aria, regia di Romolo Marcellini (1940)
- L'uomo della legione, regia di Romolo Marcellini (1940)
- La corona di ferro, regia di Alessandro Blasetti (1941)
- La cena delle beffe, regia di Alessandro Blasetti (1941)
- Don Buonaparte, regia di Flavio Calzavara (1941)
- Don Cesare di Bazan, regia di Riccardo Freda (1942)
- La maestrina, regia di Giorgio Bianchi (1942)
- Quelli della montagna, regia di Aldo Vergano (1942)
- Il fiore sotto gli occhi, regia di Guido Brignone (1944)
- Lacrime di sangue, regia di Guido Brignone (1944)
- Un giorno nella vita, regia di Alessandro Blasetti (1946)
- Fatalità, regia di Giorgio Bianchi (1947)
- L'onorevole Angelina, regia di Luigi Zampa (1947)
- Il duomo di Milano, regia di Alessandro Blasetti (1947)
- La gemma orientale dei papi, regia di Alessandro Blasetti (1947)
- Fabiola, regia di Alessandro Blasetti (1949)
- Yvonne la Nuit, regia di Giuseppe Amato (1949)
- Cuori sul mare, regia di Giorgio Bianchi (1950)
- Prima comunione, regia di Alessandro Blasetti (1950)
- Domani è troppo tardi, regia di Léonide Moguy (1950)
- Ha fatto 13, regia di Carlo Manzoni (1951)
- Senza bandiera, regia di Lionello De Felice (1951)
- Quattro rose rosse, regia di Nunzio Malasomma (1951)
- Legione straniera, regia di Basilio Franchina (1952)
- Leonardo da Vinci, regia di Luciano Emmer ed Enrico Gras (1952)
- Magia verde, regia di Gian Gaspare Napolitano (1953)
- La spiaggia, regia di Alberto Lattuada (1954)
- Continente perduto, regia di Enrico Gras, Giorgio Moser e Leonardo Bonzi (1954)
- L'impero del sole, regia di Enrico Gras (1955)
- Napoli 1860 - La fine dei Borboni, regia di Alessandro Blasetti (1970)

### Regista
- Spedizione Franchetti nella Dancalia (1929)
- Giornate di fuoco a Shanghai (1932)
- Continente perduto co-regia, Enrico Gras, Giorgio Moser, Leonardo Bonzi
- Soledad co-regia Enrico Gras (1959)
- I sogni muoiono all'alba (1961)